# أوروكويتا
أوروكويتا (بالإنجليزية: City of Oroquieta) هي مدينة في الفلبين، تتبع ميساميس أوتشيدنتال ، وهي عاصمتها، بلغ عدد سكانها 68,945  نسمة في 2010، تبلغ مساحتها 237.88 كيلومتر مربع، رمزها البريدي هو 7207.

## الموقع
تشترك في الحدود مع:
- Sapang Dalaga [الإنجليزية]‏.